# Pestújhely
Pestújhely est un quartier situé dans le 15e arrondissement de Budapest.   